# Mystaria flavoguttata
Mystaria flavoguttata es una especie de araña cangrejo del género Mystaria, familia Thomisidae.

## Distribución
Esta especie se encuentra en África: Congo y Sudáfrica.

## Taxonomía
Fue descrita por Lawrence en 1952.
Tratamiento taxonómico
La especie aparece registrada y publicada en A collection of cavernicolous and termitophilous Arachnida from the Belgian Congo. Revue de Zoologie et de Botanique Africaines 46: 1–17.